# IronFX
IronFX（アイアンエフエックス） Online Forex Brokerはキプロスのリマソールに本社を置き、IronFXグループ傘下の世界的にサービスを提供するオンラインCFDブローカーである。世界180カ国で事業を展開し、多通貨を取り扱うサービスを提供している。

## 沿革
IronFXは、2010年12月にキプロス証券取引委員会(Cyprus Securities and Exchange Commission、CySEC)からライセンスを取得後、キプロスのリマソールに設立された。
2010年の設立以来、IronFXは40を超える世界的な外国為替(FX)に関する賞を受賞している。 
2011年に、European CEO Awards(欧州CEO賞)でIronFXは最も急成長しているFXブローカー2011を受賞し、World Finance Awards(ワールド・ファイナンス賞)ではベスト新人FXブローカー2011を受賞した。
2013年、IronFXはオーストラリアにオフィスを開設し、オーストラリア証券取引委員会(Australian Securities and Investments Commission、ASIC)のライセンスを取得するとともに、英国金融行為監督機構(Financial Conduct Authority、FCA)のライセンスも取得した。同年、IronFXはいくつかの賞を受賞し、Forex Expoから ベストECNブローカー賞、Sina(新浪)から最も信頼できるブローカー賞を受賞した。また、International Financeから ベストファンダメンタル分析とテクニカル分析賞も受賞した。同年、World FinanceもIronFXを ベストSTP/ECNブローカー、 ベストCFDブローカー、 ベスト顧客サービスプロバイダーと認定した。加えて、CIOT EXPOはIronFXを Best Trading Execution Globalに選出し、Global Banking & Finance Reviewは、 ベストアジアパートナープログラムに選出した。
2014年初頭、IronFXはロンドンにオフィスを開設し、すぐに変更許可ライセンスを付与され、FCAの認可下でトレーダーへ提供するサービスの範囲を拡大した。また2014年、欧州CEOはIronFXに ベスト顧客サービスプロバイダー賞を、Forex ExpoはCISおよびロシアにおける ベストブローカー賞をそれぞれ贈った。IronFXは、UK Forexアワードから ベスト Forexリサーチレポートを提供したことでも表彰された。さらに、FX Report アワードはIronFXのFX業界への顕著な貢献に対する賞を授与し、 ベストモバイルトレードプラットフォーム賞も受賞した。
2015年、IronFXはUK Forexアワードで ベストForexエデュケーター賞を受賞した。2016年、AI Global Media Ltdから「Best of the best in European Finance」として認められた。
2017年、AI Global Media LtdはIronFXにベストグローバルオンライントレードプラットフォームとベストオンライントレードプラットフォームのタイトルを授与した。
2018年、同社はWealth & Financeの「Global Excellence Awards」で「Leading Global Currency Trading Specialists」を受賞するなど、複数の賞を受賞した。また、Wealth & Financeから「Best Cryptocurrency Trading Platform」として、International Business Magazineから「Best Forex Customer Service Provider in Asia」として表彰された。 AI Global Media Ltdは、 ベストグローバルオンライン通貨取引プラットフォーム、 ベストオンライントレードプラットフォーム、およびイギリス領ヴァージン諸島におけるリーディングオンライントレードソリューションプロバイダー・オブ・ザ・イヤーとして表彰した。
2019年、IronFXはAI Global Media Ltdから最も卓越したオンライントレードソリューションプロバイダー、コーポレートアメリカトゥデイからブローカー・オブ・ザ・イヤー、Global Business Insightsから ベストオンライントレードプラットフォームとして表彰された。また、Lawyer International – Legal 100、M&A Today、Global Ventureから ベストグローバルオンライン通貨取引プラットフォームとして表彰された。
2020年、IronFXはACQ5 International Marketsからベストプラクティスオペレーター・オブ・ザ・イヤー( Forex部門)を受賞した。
同社は、2021年8月30日にオーストラリアでのASICの監督下での業務を停止し、オーストラリアのライセンスを返上した。同年、IronFXは数々の賞を受賞し、AI Global Media Ltdから最も卓越したオンライントレードパートナープログラム、ACQ5 Internationalからオンライン通貨取引プラットフォーム・オブ・ザ・イヤー、Global Business Insightsから2021年 ベストオンラインFOREX取引プラットフォーム。また、ACQ5 International Marketsから Forexオペレーター・オブ・ザ・イヤーとして認められた。
2022年、IronFXはグローバルエクセレンスアワードから最も卓越したオンライントレードパートナープログラムとして認められた。
2023年、同社はヨーロッパグローバルビジネスアワードから ベスト教育ブローカー、Lawyer International Legal 100から ベストCFDブローカー、Lawyer International Legal 101から ベストマルチアセットブローカー、グローバル Forexアワードからヨーロッパ ベストMT4ブローカーとしてそれぞれ受賞した。

## 商品とサービス
IronFXは、顧客が実際の原資産を保有することなく、価格変動に乗じて利益を得られるCFDを、6つの資産クラスにおよぶ500の金融商品で取引できるオンライン取引サービスを提供している。
IronFXのMT 4とMT4 WebTraderを通じて、複数言語に対応し、外国為替、金属、指数、先物、株式、商品のCFDが取引できる。IronFXにはモバイル用の取引アプリとIronFXTraderといったアプリも用意されている。
IronFXは、IronFXトレーディングスクールとアカデミーを通じて、教育コンテンツライブラリを提供している。ライブラリには、ウェビナー、ポッドキャスト、電子ブック、VIPルーム、経済カレンダー、市場分析などが含まれる。

## 規制とコンプライアンス
IronFXには、FCA、CySEC、FSCAの認可を受け、規制下にある複数の法人が含まれている。
IronFXは、顧客の証拠金残高がマイナスにならないよう、証拠金残高がマイナスになったら0に戻す下回らないゼロカットシステムを実施している。これにより、顧客が損失取引の結果として更なる債務を負うことがないようにしている。

## 論争と批判
IronFXは、出金の遅延やサービスの品質の低さに関する顧客からの苦情により、否定的な評価や評判を受けてきた。規制当局からは規制違反、顧客資金の分別管理不備、誤解を招く広告などに対する行政処分を複数回受けている。2015年にはCySECから制裁金が課された。
これを受け、IronFXはイメージの改善とサービス品質の向上に多大な努力を注いでいる。過去の顧客問題と世間からの懸念について、透明性を保つことに努めて対応し、顧客とのコミュニケーションを改善、出金プロセスの迅速化、積極的な顧客サポートなどに取り組み、顧客満足度の向上に力を入れている。